# Davide Ancelotti
Davide Ancelotti (Parma, Italia, 22 de julio de 1989) es un exfutbolista y entrenador italiano. Actualmente dirige al Botafogo del Campeonato Brasileño de Serie A.

## Biografía
Originario de Parma, Italia, es hijo del entrenador de fútbol Carlo Ancelotti y de Luisa Gibellini. Inició su trayectoria profesional como futbolista con el AC Milan, destacando en el campo como mediocampista. Tras su paso por el Borgomanero, Davide optó por retirarse como jugador en 2009 para encaminarse hacia una carrera en los banquillos.
Además, a la edad de 22 años, obtuvo su licenciatura en Ciencias del Deporte, consolidando así su formación académica en el ámbito deportivo.

## Carrera
La incursión inicial de Ancelotti en el mundo del entrenamiento se remonta a 2012, cuando fue designado como preparador físico del Paris Saint-Germain francés, equipo dirigido por su padre en ese entonces. Posteriormente, tras la mudanza de Carlo Ancelotti a España para tomar las riendas del Real Madrid, Davide lo acompañó y desempeñó el rol de asistente del preparador físico del club.
En 2016, tras obtener su licencia UEFA A, Davide ascendió al puesto de entrenador asistente de su padre en el Bayern de Múnich. Más tarde, cuando Carlo asumió el cargo de entrenador en el Napoli italiano en 2018, Davide retornó como su asistente. Fue en noviembre de 2019 cuando, debido a una suspensión que afectó a Carlo, Davide hizo su debut como entrenador principal en la derrota 2-1 frente a la Roma.
En diciembre de 2019, Davide se trasladó a Inglaterra para reincorporarse como asistente de su padre en el Everton. A pesar de haber seguido a Carlo a España para trabajar con él en el Real Madrid, Davide se encontró en el centro de los rumores en abril de 2022, cuando se especulaba que lideraría al equipo contra el Celta de Vigo, tras el diagnóstico de COVID-19 de Carlo. Sin embargo, en ese momento, Davide carecía de la Licencia UEFA Pro necesaria para dirigir al equipo, aunque se le permitió permanecer en la línea de banda. Finalmente, obtuvo con éxito su Licencia UEFA Pro en julio de 2023.
El 8 de julio de 2025, fue oficializado como entrenador del Botafogo. El entrenador italiano asumió el mando del equipo por primera vez el 12 de julio de 2025, en la victoria del Botafogo sobre el Vasco da Gama en Brasilia, en la 13.ª jornada del Campeonato Brasileño.En aquel momento, firmó el acta del partido como entrenador asistente de porteros, ya que aún no estaba plenamente inscrito como entrenador en la Confederación Brasileña de Fútbol (CBF).
Dos días después de su debut con el Glorioso, el 14 de julio de 2025, Davide Ancelotti fue presentado oficialmente en rueda de prensa en el Estadio Nilton Santos.

## Vida personal
Ancelotti es políglota, dominando los idiomas italiano, francés, español, alemán e inglés con fluidez.
En junio del año 2022, contrajo matrimonio con Ana Galocha. De su unión nacieron dos hijos, los gemelos Lucas y Leonardo.

## Clubes

### Clubes como jugador
| Club             | País   | Año       |
| ---------------- | ------ | --------- |
| Milan Primavera  | Italia | 2007-2009 |
| ASDC Borgomanero | Italia | 2008-2009 |

### Clubes como preparador físico
| Club                      | País    | Año       |
| ------------------------- | ------- | --------- |
| París Saint-Germain F. C. | Francia | 2012-2013 |
| Real Madrid C. F.         | España  | 2013-2015 |

### Clubes como entrenador asistente
| Club              | País       | Año       |
| ----------------- | ---------- | --------- |
| F. C. Bayern      | Alemania   | 2016-2017 |
| S. S. C. Napoli   | Italia     | 2018-2019 |
| Everton F. C.     | Inglaterra | 2019-2021 |
| Real Madrid C. F. | España     | 2021-2025 |

### Clubes como entrenador
| Club     | País   | Año       |
| -------- | ------ | --------- |
| Botafogo | Brasil | 2025-Act. |

## Estadísticas como entrenador
| Equipo            | Div   | Temporada | Liga  | Liga | Liga | Liga | Liga |       | Copa | Copa | Copa | Copa  |   | Internacional | Internacional | Internacional | Internacional | Internacional |   | Otros | Otros | Otros | Otros |   | Totales     | Totales | Totales | Totales | Totales | Totales | Totales | Totales |
| Equipo            | Div   | Temporada | Part. | G    | E    | P    | Pos. | Part. | G    | E    | P    | Part. | G | E             | P             | Pos.          | Part.         | G             | E | P     | Part. | G     | E     | P | Rendimiento | GF      | GC      | Dif.    |         |         |         |         |
| ----------------- | ----- | --------- | ----- | ---- | ---- | ---- | ---- | ----- | ---- | ---- | ---- | ----- | - | ------------- | ------------- | ------------- | ------------- | ------------- | - | ----- | ----- | ----- | ----- | - | ----------- | ------- | ------- | ------- | ------- | ------- | ------- | ------- |
| Botafogo · Brasil | 1.ª   | 2025      | 7     | 3    | 2    | 2    | -    | 2     | 2    | 0    | 0    | 1     | 1 | 0             | 0             | -             | -             | -             | - | -     | 10    | 6     | 2     | 2 | 66.67%      | 13      | 4       | +9      |         |         |         |         |
| Botafogo · Brasil | Total | Total     | 7     | 3    | 2    | 2    | -    | 2     | 2    | 0    | 0    | 1     | 1 | 0             | 0             | -             | -             | -             | - | -     | 10    | 6     | 2     | 2 | 66.67%      | 13      | 4       | +9      |         |         |         |         |
| 1. 2.             |       |           |       |      |      |      |      |       |      |      |      |       |   |               |               |               |               |               |   |       |       |       |       |   |             |         |         |         |         |         |         |         |

### Resumen por competiciones
| Competición       | Partidos | Ganados | Empatados | Perdidos | %      | Resultado   |
| ----------------- | -------- | ------- | --------- | -------- | ------ | ----------- |
| Brasileirao       | 7        | 3       | 2         | 2        | 52.38% | En disputa  |
| Copa de Brasil    | 2        | 2       | 0         | 0        | 100%   | En disputa  |
| Copa Libertadores | 1        | 1       | 0         | 0        | 100%   | En disputa  |
| TOTAL             | 10       | 6       | 2         | 2        | 66.67% | Sin Títulos |

## Palmarés

### Como jugador

#### Campeonatos nacionales Juveniles
| Título                          | Club       | Año  |
| ------------------------------- | ---------- | ---- |
| Torneo Nacional Carlo Annovazzi | A.C. Milan | 1999 |

#### Campeonatos internacionales Juveniles
| Título                | Club        | Año  |
| --------------------- | ----------- | ---- |
| Trofeo Angelo Dossena | A. C. Milan | 2007 |

### Como Preparador Físico

#### Campeonatos nacionales
| Título             | Club                      | Año  |
| ------------------ | ------------------------- | ---- |
| Campeonato de Liga | París Saint-Germain F. C. | 2013 |
| Copa               | Real Madrid C. F.         | 2014 |

#### Campeonatos internacionales
| Título              | Club              | Año  |
| ------------------- | ----------------- | ---- |
| Liga de Campeones   | Real Madrid C. F. | 2014 |
| Supercopa de Europa | Real Madrid C. F. | 2014 |
| Mundial de Clubes   | Real Madrid C. F. | 2014 |

### Como Entrenador Asistente

#### Campeonatos nacionales
| Título             | Club              | Año  |
| ------------------ | ----------------- | ---- |
| Supercopa          | F. C. Bayern      | 2016 |
| Campeonato de Liga | F. C. Bayern      | 2017 |
| Supercopa          | F. C. Bayern      | 2017 |
| Supercopa          | Real Madrid C. F. | 2022 |
| Campeonato de Liga | Real Madrid C. F. | 2022 |
| Copa               | Real Madrid C. F. | 2023 |
| Supercopa          | Real Madrid C. F. | 2024 |
| Campeonato de Liga | Real Madrid C. F. | 2024 |

#### Campeonatos internacionales
| Título              | Club              | Año  |
| ------------------- | ----------------- | ---- |
| Liga de Campeones   | Real Madrid C. F. | 2022 |
| Supercopa de Europa | Real Madrid C. F. | 2022 |
| Mundial de Clubes   | Real Madrid C. F. | 2022 |
| Liga de Campeones   | Real Madrid C. F. | 2024 |